# 巴西航空工业E2系列
巴西航空工业E2系列是一个由三种窄体中程雙發動機噴射客機组成的家族，由巴西航空制造商巴西航空工业公司开发，取代之前的巴西航空工业E系列。这三个机型有相同的机身横截面，不同的机身长度和三种不同的新机翼，搭载两种尺寸的普惠PW1000G涡扇发动机，采用線傳操控，新升级的客舱拥有比前一代大40%的行李櫃。每个座位据称降低了16-24%的燃油消耗和15-25%的维护成本。
该项目在2013年巴黎航展上公布。该系列第一个机型E190-E2在2016年5月23日首飞。2018年2月28日，E190-E2同时获得ANAC，FAA和EASA认证，意味着该机已经完成商业运营前所有手续。E190-E2已于2018年4月24日在威德罗航空投入运营。

## 开发
2010年，巴西航空工业尚在考慮是否研發一排五座位、載客量介於100至150名旅客的全新設計客機，以和庞巴迪C系列（现在的空中巴士A220系列）直接競爭，但隨著空中巴士集團於當年12月宣布更新發動機的空中巴士A320neo系列，其中包括了124个座位的A319neo，以及波音公司也在次年推出了换装新發動機的737MAX系列，巴西航空工业決定继续专注于大型區域飞机，并在2011年11月杜拜航展上公布了不僅於更换新發動機的E系列客机更新计划。
新机型在与空中巴士A220系列的竞争中定位更加精準，設計上配备更大直径、更高旁通比、提供更高推力燃料消耗率比的新一代渦輪扇發動機，為了裝置大直徑發動機而重新設計、變得更高的起落架，和新的鋁或碳纤维机翼。巴西航空工业公司為這新型客機命名为”第二代E系列喷气式客机”。

### 飞行测试
第一架E2系列客机E190-E2于2016年2月25日推出，并且于当年5月23日在圣若泽-杜斯坎普斯机场首飞。它飞行了三小时二十分钟，速度达到0.82马赫，高度达到41000英尺，期间收回了起落架和襟翼，并在正常模式下使用了線傳操控。 这次飞行早于先前预计的2016年下半年，因为期间挑战较预想的要小，商业首飞可能在2018年第一季度。飞机稍轻于其他两个E190-E2原型机，这两架原型机预计也会在一年之内首飞。
第二原型机在2016年7月8日首飞。这次飞行历时2小时55分钟，没有发生任何事故。第一次架E2系列飞机在其首飞后45天就从巴西飞到了范堡罗航展，展示了其设计的成熟度和设计团队的信心。2017年4月，因已完成650小时的飞行测试并且计划仍在按照时间表有条不紊的进行，巴西航空工业希望在第一年的服务中能保证99%的准点可靠率。
一半的飞行测试在2017年6月前完成，E190-E2的空气动力学性能和热带及高原表现比预测的还要好。E195-E2的最大起飞重量增加到61500公斤(135600磅)，航程增加到2600海里(4800公里)。2017年6月，四架E190-E2和一架在2017年巴黎航展上展出的E195-E2，已经完成了超过900个飞行小时的测试，当中大部分由那4架E190-E2完成。2017年7月，五架飞机达到1000小时飞行小时，其中E190-E2已经完成55%的测试任务。
2018年1月，98%的测试完成，其中完成了2000飞行小时，燃油消耗比之前预期的低于E190 16%还要低，达到17.3%。在高海拔及热带地区和短跑道环境下，航程增加了750海里(1390公里)，这个范围相当于是本来只能飞到墨西哥城，现在可以飞到伦敦。噪声容限达到第四阶段，达到3 EPNdB，优于规定的20 EPNdB。基本的维护检查每1000飞行小时进行一次，而不是850小时，中间检查间隔从8500飞行小时增长到10000飞行小时。
2018年2月28日，E190-E2同时获得ANAC，FAA和EASA认证。用于E195-E2的更大号的引擎在2019年2月交付，E195-E2于同年4月获得认证。相比于E195，每座的燃油消耗降低了24%。

### 生产
受汽车行业启发，同样的生产系统将会用于生产E190/195-E2系列，原E175/190/195飞机将按每月8架的产量直到2018年结束，等到2021年E175-E2装配时原E系列家族将逐步放缓制造。
伴随巴西航空工业计划从目前的E系列转向E2系列，预计2018年实现交付85-95架客机，公司自由现金流为负1.5亿美元，低于2017年前9个月的78架交付计划和负7亿美元的自由现金流，恢复盈利将需要至少三年时间，伴随着项目投资减少和产能增加完成。
E2将占10%的巴西航空工业公司2018年交付的客机。巴西航空工业公司认为空中巴士将无法降低A220系列供应链成本来足以使其盈利，并把它看成是超过E2范围的重型的、昂贵的和适应距离长但是客流少的路线。E2的运营能力将赢得大部分市场份额，如果按计划投入运营的话。

### 交付

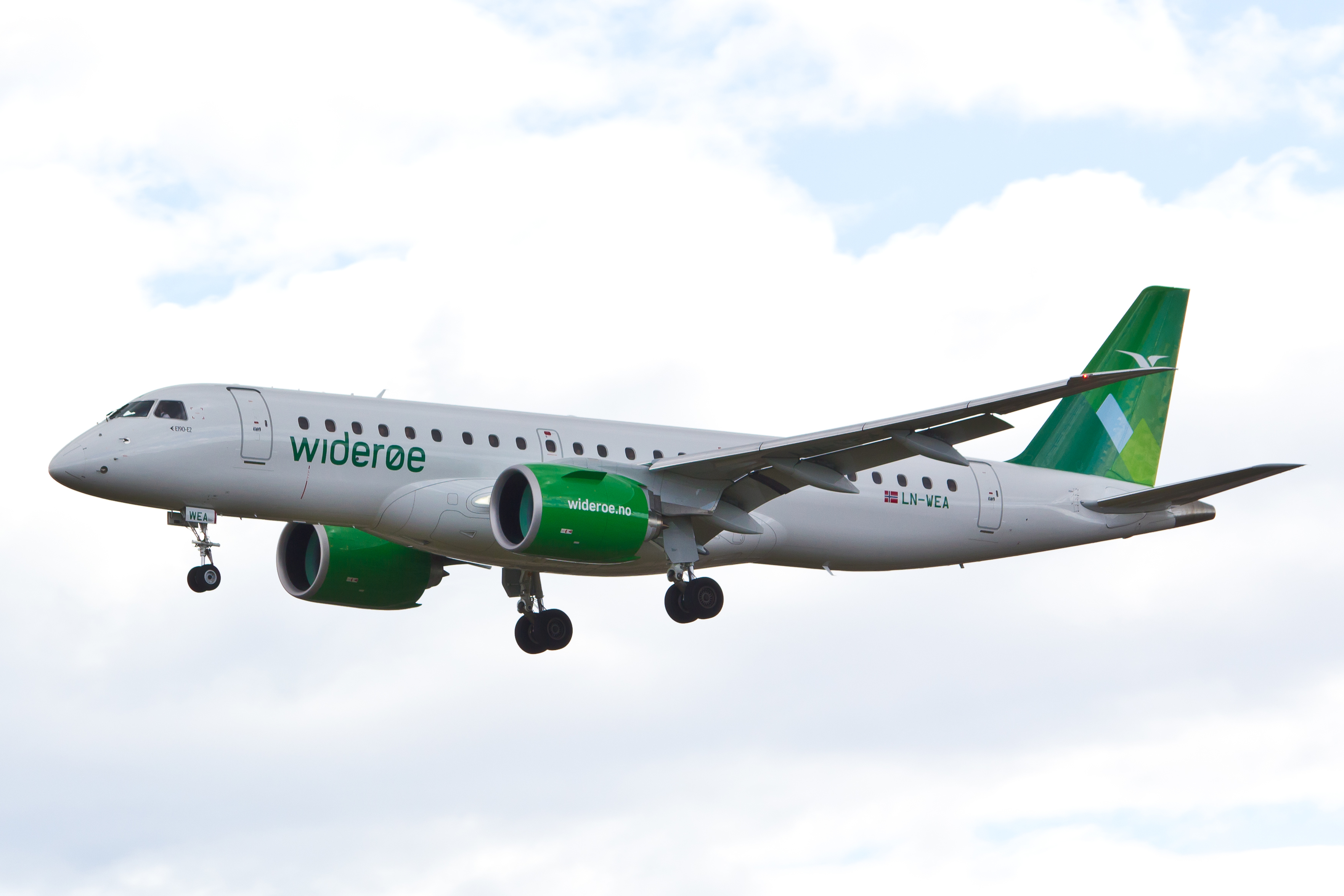
一架威德罗航空的E190-E2

在获得型号合格证后，第一架E190-E2在2018年4月交付启动用户威德罗航空，该机配置有114个座位的单舱位，之后将交付给阿斯塔纳航空和北部湾航空。在飞机交付前，巴西航空工业公布了由于普惠PW1900G引擎较短寿命的燃烧室导致一些最初的E2飞机需要进行改装。一种按2+2布局的、座位可以倾斜至54°（137cm）的商务舱正在开发中，在2019年中期后可以选购。
巴西航空工业的目标是运营12个月后达到99%的签派可靠度，4年后达到99.5%，而E1用了10年才实现了其目标可靠性。2018年4月4日，巴西航空工业在圣若泽-杜斯坎普斯交付了首架E190-E2。2018年4月24日在挪威卑尔根和特罗姆瑟之间进行了首航。到2018年6月，首批交付给威德罗航空的三架E190-E2飞机累计飞行413小时，332次往返，平均每天往返6.57次，平均飞行时长1.28小时，签派可靠性度99.35%，航班可靠度为97.74%。威德罗航空在运行第一年后的签派可靠度为98.5%。

## 设计

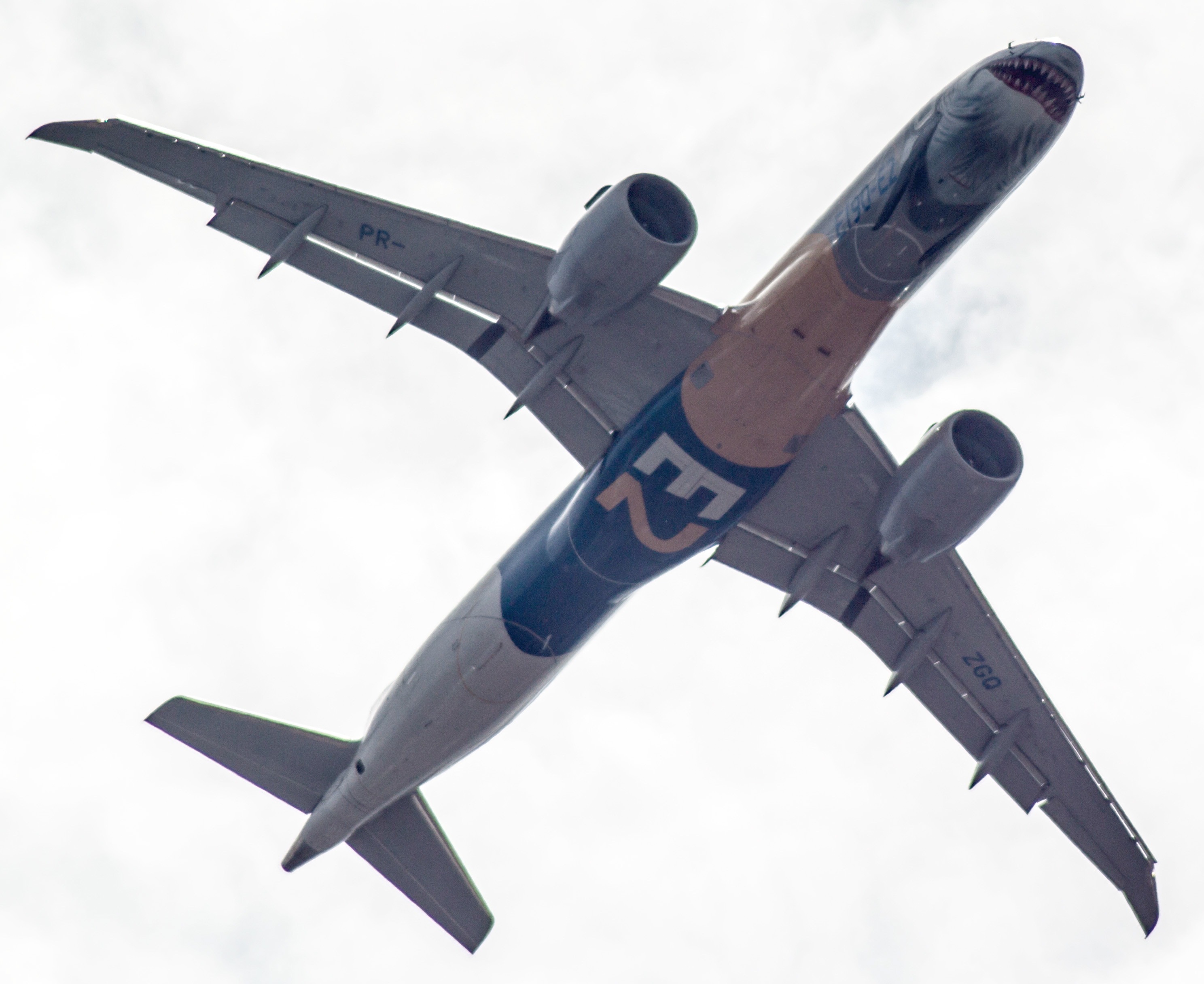
高展弦比和单开缝襟翼

基于第一代E系列飞机设计，其机翼进行了重新设计的，并且带来了新的发动机短舱、起落架、水平尾翼、客舱、客舱空调系统、空气循环器、排气系统和新的电传控制系统。
在E190-E2中，16%的燃料消耗减少，其中11%来自涡扇发动机，3.5％来自改进的机翼展弦比提升带来的空气动力学性能的优化，剩下1.5％的来自电传控制系统，使水平尾翼从E190/195的280英尺减小到250英尺。
通用动力、普惠和劳斯莱斯是引擎供应商。2013年1月，巴西航空工业公司选择了普惠PW1000G齿轮传动涡扇发动机作为动力装置。霍尼韦尔Primus Epic 2被选为航空电子设备包。
穆格公司负责提供主要的飞控系统。E2系列飞机有一个闭环电传操控系统，相较于E系列，减轻了重量，提高了燃油效率，提高了可控性和安全性。节约的燃油来自增强的飞机稳定性，和由此增加的升力(下尾向下的力)，以及重量的节省和减阻，这与水平尾翼减少26%的尺寸有关。

## 机型

### E175-E2
E175-E2 (EMB 190-500)型是E2家族中最小的飞机，仅有80座空间大小。E175-E2由E175的一个座位区延0.6m伸得到，最多可容纳90名乘客。它被安排在2020年交付，2021年投入运营。但它相比于目前的E175，载客量和最大起飞重量均超过了美国主流航司当前的支线飞机规模条款，导致美国航司仍在购买第一代E175。目前巴航工业预计E175-E2将于2027-2028年展开交付工作。

### E190-E2
巴西航空工业期望在2018年2月中旬前获得认证，其余超过80%的认证工作已于2017年11月前完成。魏德勒航空计划安排它在2018年4月24日执飞从挪威卑尔根到特罗姆瑟的航线。E190-E2 (EMB 190-300)与E190大小一样，最多可放置114个座位。
由于在测试中燃油消耗好于预期，在2018年一月，巴西航空工业调整了它的航程到 2,880 nmi（5,330 km），且庞巴迪试图在波音公司提交的的庞巴迪C系倾销请愿书中暗示它达到2900海里范围。E190-E2相当于第一代E190，燃油效率提高了17.3%。
2018年2月28日，E190-E2同时获得ANAC，FAA和EASA认证。
2018年4月24日，E190-E2投入运营。

### E195-E2

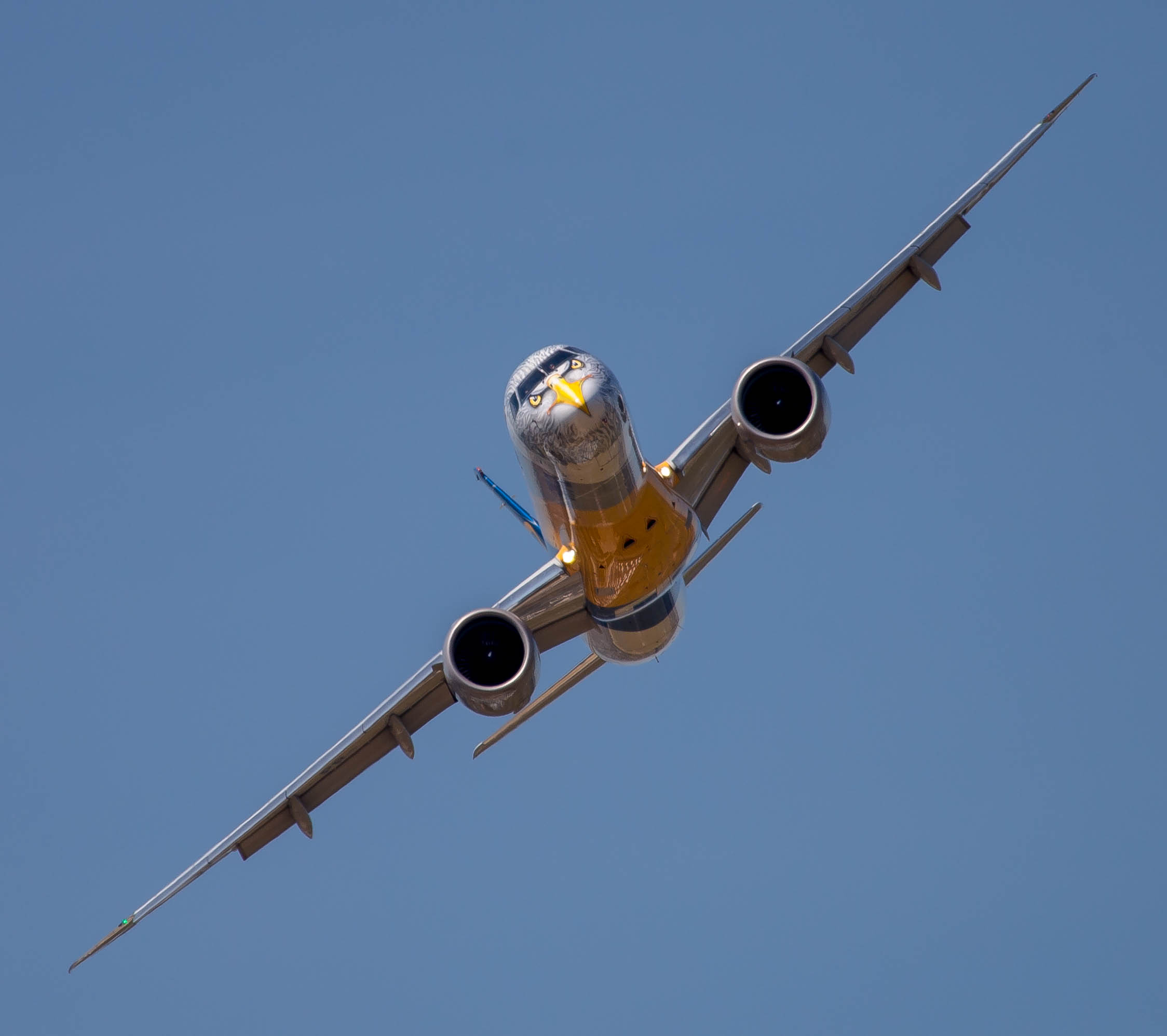
E195-E2 "利润猎人" 在2017巴黎航展

E195-E2 (EMB 190-400) 由E195延伸三个座位区2.85米（9.4英尺）得来, 最多装载144个座位。
在2016年2月，巴西航空工业决定延长E195-E2的翼展 1.4米（4.6英尺） 以提高升力，最大起飞重量也增加了2 t（4,400磅） 以增加水平面起飞时的航程450 nmi（830 km），以及在高原和热带环境下的航程250 nmi（460 km）。
这个机型在2017年3月7号公布，藍色巴西航空是启动用户。该机型在2017年3月29日首飞，比之前预计的年底首飞提前。巴西航空工业在2017年巴黎航展展出了原型机，并计划在2019年上半年投入运营。到2019年1月，飞行试验的初步结果显示E195-E2实际表现略高于之前预期。它于2019年4月15日获得认证，燃油燃烧比原先的纸面数据低1.4％，平均每座燃油消耗比E195减少25.4％。
该机型的竞争对手是空中巴士A220-300。凭借其极低的单位成本，E195-E2可能会切入干线航空市场。巴西航空工业公司声称E195-E2的行程成本比154座的A320neo低22％，比160座737-8低24％，但航空公司可以通过安装更多的座位来分摊6%到8%的每座成本。

## 订单
该项目的启动用户是美国區域航空公司天西航空和租赁公司ILFC。天西航空是E175-E2的启动用户，确认订单100架，另有100架的选择权，总订单达到200架，目录价值93.6亿美元。ILFC是E190-E2和E195-E2的启动用户, 签署了购买意向100架。潜在的客户包括E190-E2的25个确认订单和25架选择权，和E195-E2的25个确认订单和25架选择权。除此之外，巴西航空工业已经与来自欧亚非和南美的匿名买家签署了65架E2系列飞机意向订单。这些意向订单分为15个确认订单和50个选择权。
巴黎航展后一月，ILFC签署了50架E2订单(包括25架E190-E2和25架E195-E2), 以及25架E190-E2和25架E195-E2的选择权。ILFC后来被AerCap收购。

### 确认订单
| 订单日期       | 国家     | 客户             | E175-E2 | E190-E2 | E195-E2 | 总计 |
| -------------- | -------- | ---------------- | ------- | ------- | ------- | ---- |
| 2013年7月17日  | 爱尔兰   | AerCap           | -       | 5       | 45      | 50   |
| 2014年6月19日  | 中国     | 天津航空         | -       | 2       | -       | 2    |
| 2015年5月21日  | 巴西     | 蓝色巴西航空     | -       | -       | 51      | 51   |
| 2015年6月15日  | 美国     | Aircastle        | -       | 12      | 13      | 25   |
| 2017年1月16日  | 挪威     | 威德罗航空       | -       | 3       | -       | 3    |
|                | 中国     | 工银金融租赁     | -       | 10      | -       | 10   |
| 2018年9月26日  | 瑞士     | Helvetic Airways | -       | 12      | -       | 12   |
| 2018年11月13日 | 西班牙   | Binter Canarias  | -       | -       | 3       | 3    |
| 2018年12月4日  | 基里巴斯 | 基里巴斯航空     | -       | 2       | -       | 2    |
| 2019年4月3日   | 尼日利亚 | 和平航空         | -       | -       | 10      | 10   |
| 合计           | 合计     | 合计             | -       | 46      | 122     | 168  |

### 取消订单
| 订单日期      | 国家 | 客户                    | E175-E2 | E190-E2 | E195-E2 | 总计 |
| ------------- | ---- | ----------------------- | ------- | ------- | ------- | ---- |
| 2013年6月17日 | 美国 | 天西航空                | 100     | -       | -       | 100  |
| 2018年12月4日 | 丹麦 | Nordic Aviation Capital | -       | 3       | -       | 3    |
| 合计          | 合计 | 合计                    | 100     | 3       | -       | 103  |

## 参数
| 型号                   | E175-E2                                                                    | E190-E2                                                                    | E195-E2                                                                    |
| ---------------------- | -------------------------------------------------------------------------- | -------------------------------------------------------------------------- | -------------------------------------------------------------------------- |
| 机组人数               | 2名飞行员                                                                  | 2名飞行员                                                                  | 2名飞行员                                                                  |
| 座位数（两舱）         | 80 (8+72)                                                                  | 96 (12+84)                                                                 | 120 (12+108)                                                               |
| 座位数（全经济舱）     | 88，最多90                                                                 | 104，最多114                                                               | 132，最多146                                                               |
| 座椅宽度               | 18.3英寸 (46 cm)                                                           | 18.3英寸 (46 cm)                                                           | 18.3英寸 (46 cm)                                                           |
| 长度                   | 32.4米（106.3英尺）                                                        | 36.24米（118.9英尺）                                                       | 41.5米（136.2英尺）                                                        |
| 高度                   | 9.98 m (32.7 ft)                                                           | 10.95 m (35 ft 11.3 in)                                                    | 10.9 m (35.8 ft)                                                           |
| 翼展                   | 31.0 m (101.7 ft)                                                          | 33.72 m (110 ft 7.6 in)                                                    | 35.1米（115.2英尺）                                                        |
| 机翼面积               |                                                                            | 103 m2（1,110 sq ft）                                                      | 103 m2（1,110 sq ft）                                                      |
| 展弦比                 |                                                                            | 11.04                                                                      | 11.5                                                                       |
| 最大起飞重量           | 44,800 kg (98,767 lb)                                                      | 56,400 kg (124,340 lb)                                                     | 61,500（135,584磅）                                                        |
| 使用空重               |                                                                            | 33,000 kg (72,752 lb)                                                      | 35,700 kg (78,705 lb)                                                      |
| 最大有效载荷           | 10,600 kg (23,369 lb)                                                      | 13,700 kg (30,203 lb)                                                      | 16,150 kg (35,605 lb)                                                      |
| 最大燃油               | 8,522 kg (18,788 lb)                                                       | 13,500 kg (29,760 lb)                                                      | 13,690 kg (30,181 lb)                                                      |
| 最大起飞重量下起飞距离 | 1,800 m (6,234 ft)                                                         | 1,450 m (4,760 ft)                                                         | 1,970 m (6,168 ft)                                                         |
| 最大着陆重量下着陆距离 | 1,300 m (4,265 ft)                                                         | 1,240 m (4,070 ft)                                                         | 1,412 m (4,633 ft)                                                         |
| 最高速度               | 最大航速 0.82马赫 (473 kn; 876 km/h)，巡航速度 0.78马赫 (450 kn; 833 km/h) | 最大航速 0.82马赫 (473 kn; 876 km/h)，巡航速度 0.78马赫 (450 kn; 833 km/h) | 最大航速 0.82马赫 (473 kn; 876 km/h)，巡航速度 0.78马赫 (450 kn; 833 km/h) |
| 航程(单舱，全满)       | 2,017 nmi (3,735 km)                                                       | 2,850 nmi (5,280 km)                                                       | 2,600 nmi（4,800 km）                                                      |
| 飞行高度               | 41,000英尺（12,000米）                                                     | 41,000英尺（12,000米）                                                     | 41,000英尺（12,000米）                                                     |
| 引擎                   | 2× 普惠PW1715G                                                             | 2× 普惠PW1919G/21G/22G/23G                                                 | 2× 普惠PW1919G/21G/22G/23G                                                 |
| 扇叶尺寸               | 56英寸（142 cm）                                                           | 73英寸（185 cm）                                                           | 73英寸（185 cm）                                                           |
| 每个发动机推力         | 15,000 lbf（67 kN）                                                        | 19,000—23,000 lbf（85,000—102,000 N）                                      | 19,000—23,000 lbf（85,000—102,000 N）                                      |